# Courbu Noir

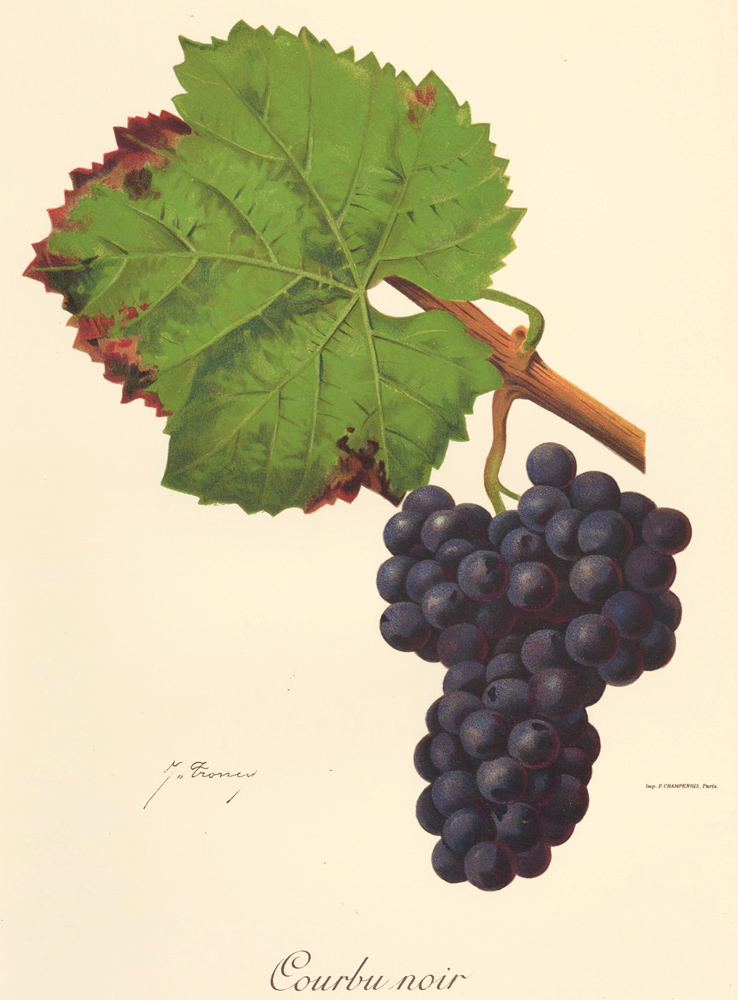
Courbu Noir

Courbu Noir ist eine alte rote Rebsorte, die in der Weinbauregion Sud-Ouest im Südwesten von Frankreich angebaut wird. Sie ist Bestandteil des Appellations-Weins Béarn, ansonsten wird sie allerdings nur selten verwendet.
Die Rotweine sind hellfarbig und mäßig gerbstoffreich (Tannine).
Früher wurde die Rebsorte in der Region um Irouléguy im Gemischten Satz mit der Rebsorte Manseng Noir angebaut und unter dem nicht differenzierten Begriff Noirs du Pays (baskisch: herriko beltza) vermarktet.
Eine im Jahr 2007 veröffentlichte Studie belegt, dass die Rebsorten Courbu, Courbu Noir, Gros Courbu, Lauzet und Petit Courbu genetisch sehr eng miteinander verwandt sind. Auch die Sorte Gros Manseng weist genetisch verwandtschaftliche Merkmale auf.
Siehe auch den Artikel Weinbau in Frankreich sowie die Liste von Rebsorten.

## Ampelographische Sortenmerkmale
In der Ampelographie wird der Habitus folgendermaßen beschrieben:
- Die Triebspitze ist offen. Sie ist weißwollig behaart, mit karminrotem Anflug.  Die fast roten Jungblätter sind bronzefarben gefleckt (Anthocyanflecken)
- Die leicht fünfeckig ausgebildeten Blätter (siehe auch den Artikel Blattform) sind schwach dreilappig. Die Stielbucht ist lyrenförmig offen oder leicht geschlossen. Der Blattrand ist stumpf gezahnt. Die Zähne sind im Vergleich zu anderen Rebsorten weit gesetzt. Die Blattoberfläche (auch Spreite genannt) ist leicht blasig.
- Die walzen- bis kegelförmige Traube ist mittelgroß und dichtbeerig. Die rundlichen Beeren sind mittelgroß. Sie sind bei Vollreife von tiefblauer bis schwarzer Farbe.

Die Rebsorte Courbu Noir reift circa 30 Tage nach dem Gutedel und ist gilt damit für eine Rebsorte international als spät reifend. Die Sorte gilt als ertragsschwach.

## Synonyme
Die Rebsorte Courbu Noir ist auch unter den Namen Courbu rouge und Dolceolo bekannt. Sie wurde auch fälschlicherweise Ardonnet genannt, ist aber nicht mit der Rebsorte Ardonnet verwandt.